# Edvardotrouessartia sola
Edvardotrouessartia sola és una espècie extinta de mamífer notoungulat de la família dels notostilòpids que visqué a Sud-amèrica durant l'Eocè, fa entre 41,3 i 56 milions d'anys. Se n'han trobat restes fòssils a la província argentina de Chubut. Es tracta de l'única espècie del gènere Edvardotrouessartia. Era un dels notostilòpids més grossos, si fa no fa de la mateixa mida que l'isotèmnid Pleurostylodon similis. Les proporcions de les potes posteriors d'AMNH 28635, un espècimen assignat a E. sola amb un cert grau de dubte, suggereixen que tenia un estil de vida excavador o, si més no, semiexcavador. Fou anomenat en honor del zoòleg francès Édouard Louis Trouessart.